# Erica guthriei
Erica guthriei är en ljungväxtart som beskrevs av Harry Bolus. Erica guthriei ingår i släktet klockljungssläktet, och familjen ljungväxter. Utöver nominatformen finns också underarten E. g. strictior.